# Laienmusizieren

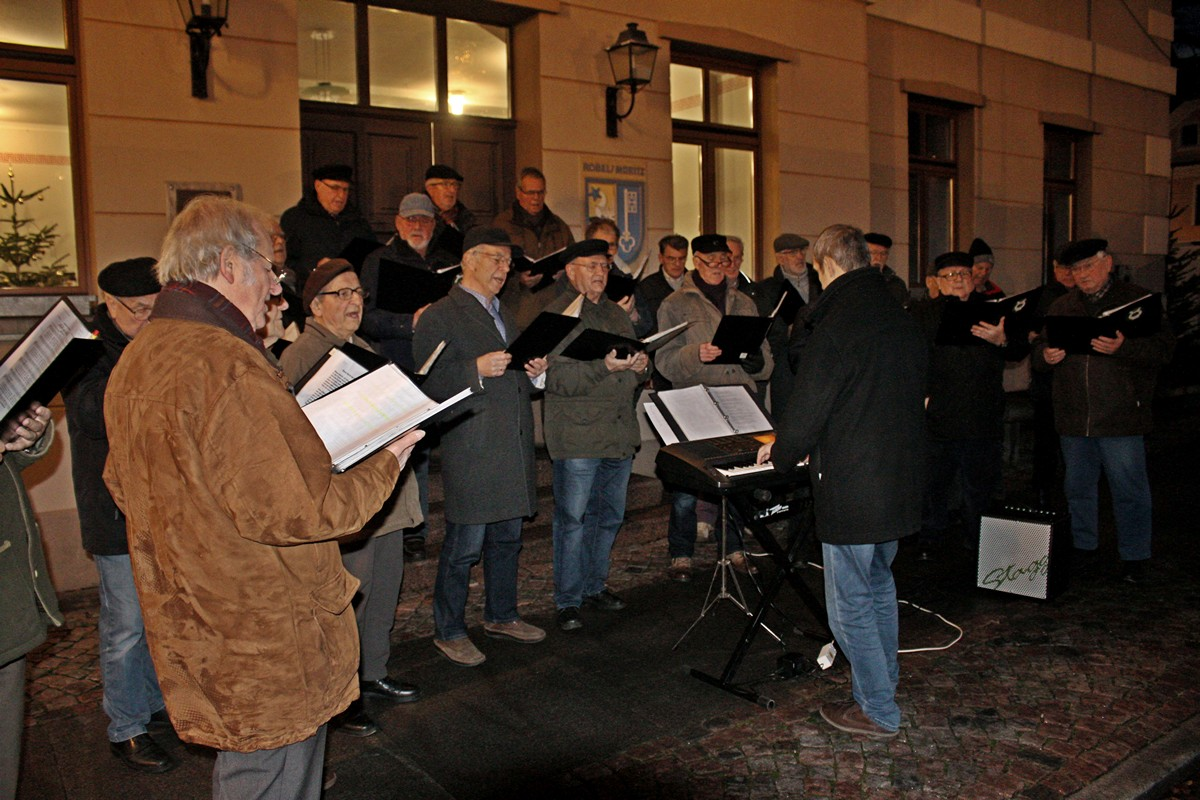
Kleinstädtischer Männerchor beim Adventssingen

Das Laienmusizieren (auch: Laienmusik) bezeichnet den nicht-professionellen Bereich des aktiven, produzierenden oder reproduzierenden Musizierens. Es grenzt sich einerseits vom professionellen Musizieren (durch Berufsmusiker), ebenso aber auch vom (passiven) Musikgenuss oder -konsum ab. Fließende Übergänge bestehen zum professionellen Musizieren, das auf Gewinnerwerb gerichtet ist und meist auf einer entsprechenden musikalischen Fachausbildung basiert.
Neben dem Begriff „Laie“ werden auch, in überlappender Bedeutung und mit verschiedenen Konnotationen, die Bezeichnungen „Amateur“, „Liebhaber“ oder „Dilettant“ verwendet. Orchestermusiker geben oft dem Begriff „Amateur“ den Vorzug, um die Ernsthaftigkeit und musikalische Ausbildung der Musiker zu betonen.

## Praxis
Musikunterricht findet in öffentlichen und privaten Musikschulen sowie bei privaten Musiklehrern statt. Er führt hin zum Musizieren in Familien, Schulen, Vereinen, Kirchen und freien Gruppen. Spielmannszüge, Fanfarenzüge, Posaunenchöre, Akkordeonorchester und Zupforchester sind neben den verschiedenen Laienchören traditionelle Formen des Laienmusizierens. Die Dirigenten von Amateurorchestern sind meist professionelle Musiker. Auch die Improvisation ist Laien zugänglich, wobei Laien bei intensivem experimentellen Spielen eine hohe Performance zeigen können. Zu informellen Formen des Musizierens durch Laien werden unter anderem auch die Hausmusik, private Musikkreise, Karaoke, DJing, Sampling oder auch Singen in Fußball-Fankulturen gezählt. Im Sinne der Lebensqualität bietet die Musik den Musizierenden einen Rahmen, um sich auf ruhige Momente einzulassen oder auch Gemeinsamkeit zu vermitteln und auszudrücken.
Angebote für Laienmusiker umfassen neben Einzel- und Gruppenunterricht auch Musikfreizeiten – etwa Schnupperkurse, bei denen Menschen ein neues Musikinstrument erkunden können, „Offenes Singen“-Veranstaltungen, „Mitmachkonzerte“, Musik-Workshops und Musikurlaube. Auch allgemeinbildende Schulen bieten in unterschiedlichen Formen Musikunterricht an, so etwa die Musikgymnasien, Programme wie JeKits („Jedem Kind Instrumente, Tanzen, Singen“) oder Bläser-, Streicher- oder Chorklassen. Die Schulen kooperieren dabei mit den Musikschulen oder privaten Musiklehrern.
Mancherorts bieten auch die Volkshochschulen Musikkurse an. Die Musikgeragogik bietet Musiziermöglichkeiten für ältere Menschen mit und ohne musikalische Vorerfahrungen.
Geradezu als Gegenentwurf zur Hochkultur kultiviert wird die Community Music (dt. ungefähr: Gemeinschaftsmusik). Bei diesem Konzept, das mit dem Laienmusizieren eng verwandt ist, handelt es sich um musikalischen Aktivitäten, die in das soziale und räumliche Umfeld der Teilnehmenden eingebunden sind. Hier kommen zugleich Elemente der Musiktherapie und sozialen Arbeit zum Tragen. Dabei ändert sich auch der Anspruch an die Musikpädagogik, da Musik zunehmend als Beitrag zu Inklusion und Teilhabe betrachtet wird. Bei vielen Community Music Projekten werden wiederkehrende Bausteine (Patterns) als Grundlage der Improvisation eingesetzt. Im Rahmen informellen Lernens wird auch das Schreiben eigener Musik und das Lernen ohne Noten angeregt. Bisweilen wird die Community Music für einen „naiven Glauben an die heilende Wirkung von Musik und eine Überbewertung der Amateurimprovisation sowie der Bedeutung des informellen Lernens als Methode“ kritisiert. Deutlich ist jedenfalls, dass in der Community Music keine strenge Grenze zwischen der Musik als Selbstzweck und ihrem Einsatz zu sozialen und Therapiezwecken gezogen wird.
Bei der jährlichen Fête de la Musique am 21. Juni geben Amateur- und Berufsmusiker kostenlose Aufführungen in mehr als 540 Städten weltweit.

## Deutschland

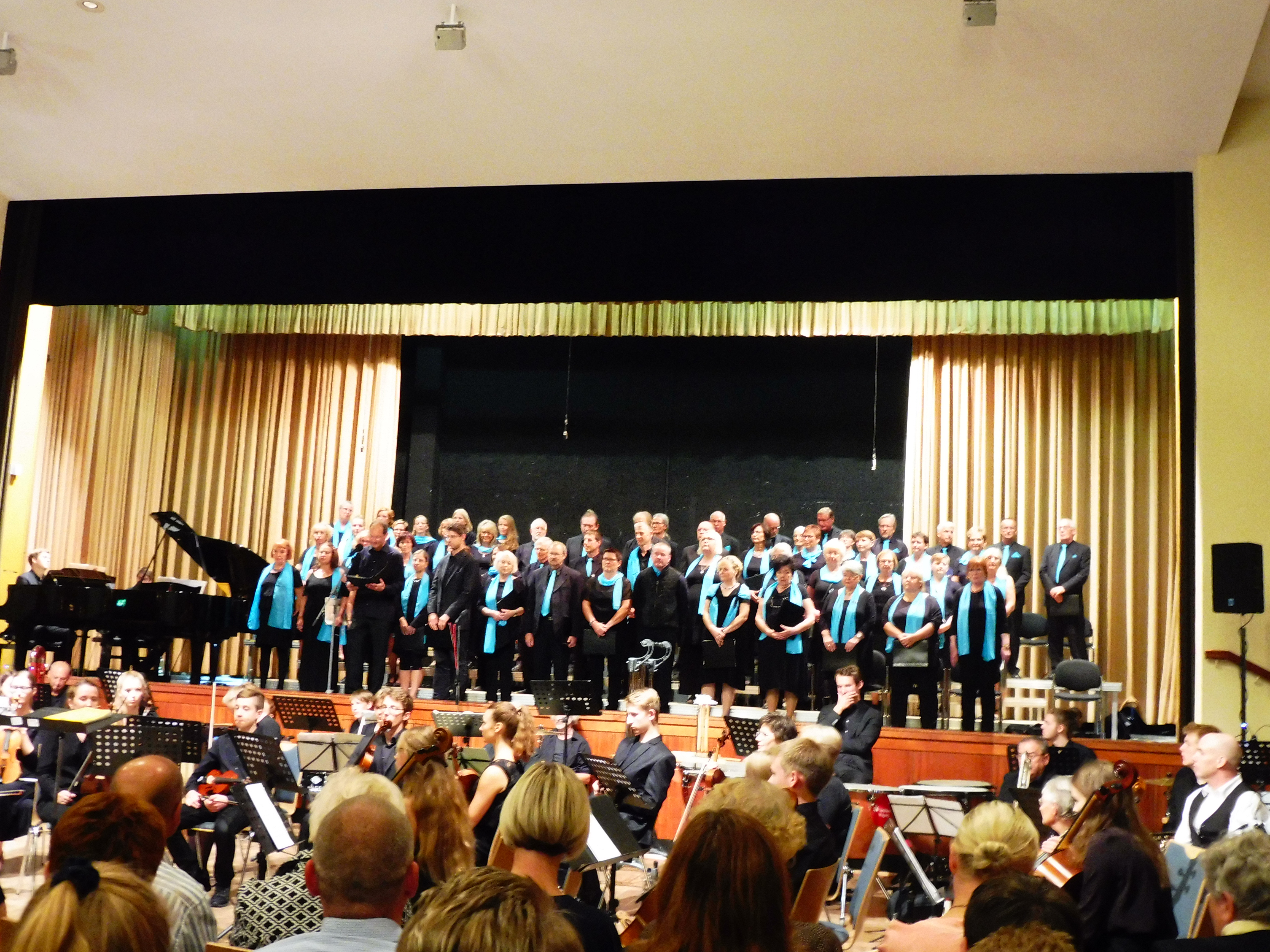
Chor Wilsnack Cantabile in der Stadthalle Parchim

Das Laienmusizieren ist eine der größten Bewegungen des bürgerschaftlichen Engagements in Deutschland. Das Deutsche Musikinformationszentrum (MIZ) stellte 2014 fest, dass ungefähr 14 Millionen Menschen in Deutschland in ihrer Freizeit regelmäßig singen, ein Instrument spielen oder sich anderweitig musikalisch betätigen, darunter mindestens 2 Millionen Kinder und Jugendliche im Alter zwischen 2 und 13 Jahren. Rund 3 Millionen Personen musizieren aktiv in Laienverbänden, meist in Chorverbänden. Insgesamt musizieren rund 820.000 Kinder und Jugendliche in Schulorchestern und -chören, Bands und anderen Ensembles der allgemeinbildenden Schulen. Laut Statistischem Bundesamt waren 2014 von den 3 Millionen Laienmusikern etwa zwei Millionen in Verbänden organisiert, davon etwa 500.000 in evangelischen Chören und Instrumentalgruppen und knapp 400.000 in katholischen Chören und Instrumentalgruppen; einen Musikberuf (einschließlich Musikpädagoge und Instrumentenbauer) übten demgegenüber 128.000 Erwerbstätige aus. Laut der Musikwissenschaftlerin und Politikerin Ulrike Liedtke gab es 2017/18 in Deutschland insgesamt 3,67 Millionen aktive oder fördernde Mitglieder in den Instrumental- und Chorverbänden der Laien-/Amateurmusik. Pape und Pickert untersuchten die Perspektiven der musikalischen Sozialisation im Übergang vom Laienbereich zur Professionalisierung.
Die beiden großen Dachverbände der Amateurmusik in Deutschland sind die Bundesvereinigung Deutscher Chorverbände (BDC) und die Bundesvereinigung Deutscher Orchesterverbände (BDO). In ihnen sind insgesamt 18 bundesweit tätige Chor- bzw. Orchesterverbände zusammengeschlossen; den einzelnen Mitgliedsverbänden sind rund 70.000 Ensembles angeschlossen. In der populären Musik sind geschätzte 85 bis 90 % der Musiker Amateure; manche Bands wechseln zwischen professionellem, semiprofessionellem und Amateur-Status.
Die Förderung der Laienmusik ist in Deutschland in erster Linie eine Aufgabe der Kommunen. Sie gehört daneben zu den originären Aufgaben aller 16 Landesmusikräte, durch welche die finanziellen Zuwendungen der jeweiligen Bundesländer verwaltet werden und in denen die Laienmusikorganisationen als deren Mitglieder vertreten sind. Das Gleiche gilt für den Deutschen Musikrat auf Bundesebene. Zusätzlich werden Aktivitäten mit überregionaler Bedeutung sowie die Qualifizierung vom Staat gefördert. Die Laienmusik im ländlichen Raum ist in Süddeutschland weit stärker verwurzelt als im Norden Deutschlands, vor allem in Form von Blasorchestern, und im Westen Deutschlands gibt es mehr Orchester als im Osten. Im Norden sind Spielmannszüge besonders stark verbreitet, wohingegen im Saarland und in Nordrhein-Westfalen viele Zupforchester bestehen.
Bei öffentlichen Musikaufführungen durch musikalische Laien fallen ebenso GEMA-Lizenzgebühren an wie bei Aufführungen durch professionelle Musiker (sofern es sich nicht um GEMA-freie Musik handelt). Bei Veranstaltungen der Jugendhilfe, der Sozialhilfe, der Alten- und Wohlfahrtspflege, der Gefangenenbetreuung sowie Schulveranstaltungen, sofern sie nach ihrer sozialen oder erzieherischen Zweckbestimmung nur einem bestimmt abgegrenzten Kreis von Personen zugänglich sind, entfällt die Vergütungspflicht (§ 52 Abs. 1 Satz 3 UrhG). Voraussetzung ist allerdings jeweils, dass die Teilnehmer der Veranstaltung ohne Entgelt zugelassen werden und die Musiker keine besondere Vergütung erhalten.
Zum Leistungsvergleich einerseits und zur musikalischen und menschlichen Begegnung andererseits veranstaltet der Deutsche Musikrat regelmäßig den Deutschen Chorwettbewerb und den Deutschen Orchesterwettbewerb. Dazu bestehen Jugendmusikwettbewerbe wie etwa der Wettbewerb Jugend musiziert.
2008 betonte die deutsche Bundesregierung die Bedeutung des instrumentalen und vokalen Laienmusizierens mit den Worten:
„Singen und Musizieren in der Gemeinschaft ist für viele Menschen in ihrer Freizeit eine Form aktiver Lebensgestaltung – eine ideale Möglichkeit, kulturelle Interessen und den Wunsch nach Gemeinsamkeit, Kommunikation und Lebensfreude zu verbinden. Singen und Musizieren in der Gemeinschaft bietet Foren, mit künstlerischer und gemeinschaftsbildender Arbeit individuelle Anerkennung zu erlangen und nicht zuletzt auch anderen Menschen Freude und musikalischen Genuss zu bringen. In dieser Verflechtung von Individuum und Gemeinschaft bilden die Laienmusikvereine eine wichtige Quelle sozialer Bindungen in unserem Gemeinwesen und eine Plattform gesellschaftlichen Engagements.“
Mietern in einem Mietshaus steht es gemäß der Rechtsprechung zu, außerhalb von allgemeinen Ruhezeiten (Mittags- und Nachtruhe) in einem angemessenen Rahmen zu musizieren, sofern nichts Gegenteiliges im Mietvertrag festgehalten ist. Die Höchstdauer pro Tag variiert von Instrument zu Instrument.
Kritik richtet sich in Deutschland gegen eine als zu gering empfundene Qualität und Verfügbarkeit des Musikunterrichts an Schulen. Zudem wird bemängelt, es gebe weniger Schulchöre bzw. keine Möglichkeit für die Lehrkräfte, die entsprechenden Stunden als Unterricht abzurechnen, und zudem weniger Chöre und Instrumentalensembles in Kirchen.
Amateurmusiker sind für die Musikbranche ein bedeutendes Käuferpotenzial für Musikinstrumente und Zubehör, Musikunterricht und Notenmaterial. Hinzu kommen Ausgaben für Gastronomie, Tourismus und Garderobe. Volkswirtschaftlich lässt sich entsprechend zwischen direkten Umsatzimpulsen durch die benötigten „Arbeitsmittel“ wie Musikinstrumente einerseits (kulturwirtschaftliche Umsätze) und den durch sie induzierten wirtschaftlichen Auswirkungen bei örtlichen Dienstleistern, Unternehmen und öffentlichen Einnahmen andererseits (Umwegrentabilität) unterscheiden. Wie bei anderen ehrenamtlichen Tätigkeiten auch lässt sich die Wertschöpfung nicht-kommerziellen Musizierens wissenschaftlich befriedigend nicht berechnen. Beispielsweise wird nicht zwischen Instrumentenkäufen durch Berufsmusiker und durch Laien unterschieden. 2008 machte die Bundesregierung die wirtschaftliche Bedeutung der Laienmusik anhand einer Schätzung der Zahl der Instrumentalmusiker in Deutschland und (auf das Jahr 2002 bezogenen) Umsatzes deutlich – mit einerseits 1,4 Millionen in Vereinen spielenden Laieninstrumentalisten und andererseits 10.200 Planstellen in 135 professionellen Orchestern, bei einem Gesamtumsatz von 609 Millionen Euro in der Musikinstrumentenherstellung und 930 Millionen Euro im Musikfachhandel. In ihrer Beurteilung betonte die Bundesregierung zugleich die indirekten Wirkungen der Laienmusik: „Hinzu kommen die entsprechenden Aktivitäten der Verbände (z. B. Fortbildungsveranstaltungen, Kongresse, Festivals, Wettbewerbe, nationale und internationale Begegnungen). Zu berücksichtigen sind außerdem die indirekten Wirkungen durch die Schaffung und Pflege eines beträchtlichen Kreativpotentials, das in vielen ökonomischen Bereichen zur Geltung gelangt.“ Den volkswirtschaftlichen Erträgen stehen die öffentlichen Aufwendungen gegenüber, die durch die Förderung der Laienmusik entstehen.
2014 wurde die „Chormusik in deutschen Amateurchören“ sowie 2016 das „Instrumentale Laien- und Amateurmusizieren“ in das bundesweite Verzeichnis des immateriellen Kulturerbes der UNESCO aufgenommen. Die Amateurmusikpflege in Baden-Württemberg wurde 2018 in das Register Guter Praxisbeispiele Immaterielles Kulturerbe aufgenommen.

## Österreich
In Österreich spielen große Laienorganisationen wie der Chorverband Österreich und der Österreichische Blasmusikverband eine wesentliche Rolle. Diese Organisationen setzen sich besonders für die musikalische Ausbildung der Jugend sowie das lebenslange Lernen und die Erwachsenenbildung für Menschen bis ins hohe Alter ein.
Der Begriff „Laienmusiker“ ist in Österreich umstritten, zumal nebenberufliche Musiker ein Leistungsniveau erreichen können, das dem von Berufsmusikern entspricht.

## Irland
In Irland wird die irische Folkmusik traditionell in Sessions gespielt, oft in Form offener Sessions in Pubs.

## Litauen
In Vilnius, Litauen, wird seit 2007 jährlich im Mai der Gatvės muzikos diena (Tag der Straßenmusik) gefeiert. An dem vom Musiker Andrius Mamontovas initiierten Tag ist es dort allen Menschen gestattet, auf den Straßen zu musizieren. Diese Idee wurde von anderen Städten und Gemeinden in Litauen übernommen und auch in Riga, Minsk, Tbilisi und Dublin aufgegriffen.

## Vereinigte Staaten
Laut einer Gallup-Studie gab es 2003 in 54 % der Haushalte mindestens eine Person, die ein Musikinstrument spielte.